# Raymond Droz
Raymond Droz (La Chaux-de-Fonds, 23 januari 1934 - Zürich, 29 juni 2000) was een Zwitserse jazzmuzikant (trombone, hoorn, slagwerk).

## Biografie
Droz won al tijdens het eerste Zürcher Jazz Festival in 1951 de eerste prijs als trombonist. Tijdens de volgende jaren speelde hij bij Claude Albert en met zijn eigen band dixieland. Van 1956 tot 1957 werkte hij bij Radio Lausanne als technicus. Daarnaast had hij tournees met eigen bands, waartoe Charly Antolini, Jean-Pierre Bionda en Raymond Court behoorden. Tussen 1958 en 1964 was hij lid van het orkest van Kurt Edelhagen in Keulen om daarna als eerste trombonist te behoren bij het radio-amusementsorkest van de DSR in Bazel, later in Zürich.
Daar stuurde hij ook veel arrangementen en composities bij. Daarnaast arrangeerde hij ook voor de Ted Haenzi Big Band. Bovendien trad hij op met Clark Terry tijdens het Montreux Jazz Festival en in Zwitserland steeds weer met kleine formaties als Jazz Container. In 1985 nam hij om gezondheidsredenen afscheid van het orkest, maar speelde nu en dan wel sessies. Hij nam ook op met Heinz Kretzschmar (1960), Bill Ramsey (1965), Buck Clayton (1966), Rex Stewart (1966), Othella Dallas (1967), Gabriela Schaaf (1979) en het New Zürich Jazztett (1981).

## Discografie
- 1961: Francy Boland The Golden Eight (Blue Note Records, met Dusko Goykovich, Christian Kellens, Derek Humble, Karl Drewo, Jimmy Woode, Kenny Clarke)
- 1964: Swiss All Stars (Ex Libris, met Raymond Court, Hans Kennel, Franco Ambrosetti, Peter Candiotto, Heinz Bigler, Bruno Spoerri, Ueli Staub, George Gruntz, Pierre Cavalli, Heinz Christen, Rolf Bänninger)
- 1968: Oscar Klein Dixieland Favorites (Europa, met Remy Meyer, Peter Schmidli, Bob Carter, René Marthaler)
- 1982: Dixieland Time (Philips, met Eddy Jegge, Willy Schmid, Dennis Armitage, Walter Teubner, Roman Dyląg, Curt Treier)